# STS-107
STS-107 foi a última e fatídica missão do ônibus espacial Columbia, lançada em 16 de janeiro de 2003 pela NASA. Os sete membros da tripulação morreram na desintegração da nave durante a reentrada na atmosfera ao final da missão. 
A causa do acidente foi um pedaço do revestimento do tanque de combustível externo que se soltou durante o lançamento e afetou os componentes do sistema de proteção termal na ponta da asa esquerda da Columbia. Durante a reentrada, o calor excessivo lentamente superaqueceu o pedaço da asa sem proteção e a quebrou, deixando a nave sem controle e causando a desintegração do veículo espacial.

## A tripulação
| Posição                  | Astronautas      |
| ------------------------ | ---------------- |
| Comandante               | Rick Husband     |
| Piloto                   | Willie McCool    |
| Especialista de missão 1 | David Brown      |
| Especialista de missão 2 | Kalpana Chawla   |
| Especialista de missão 3 | Laurel Clark     |
| Especialista de carga 1  | Michael Anderson |
| Especialista de carga 2  | Ilan Ramon       |

## Missão

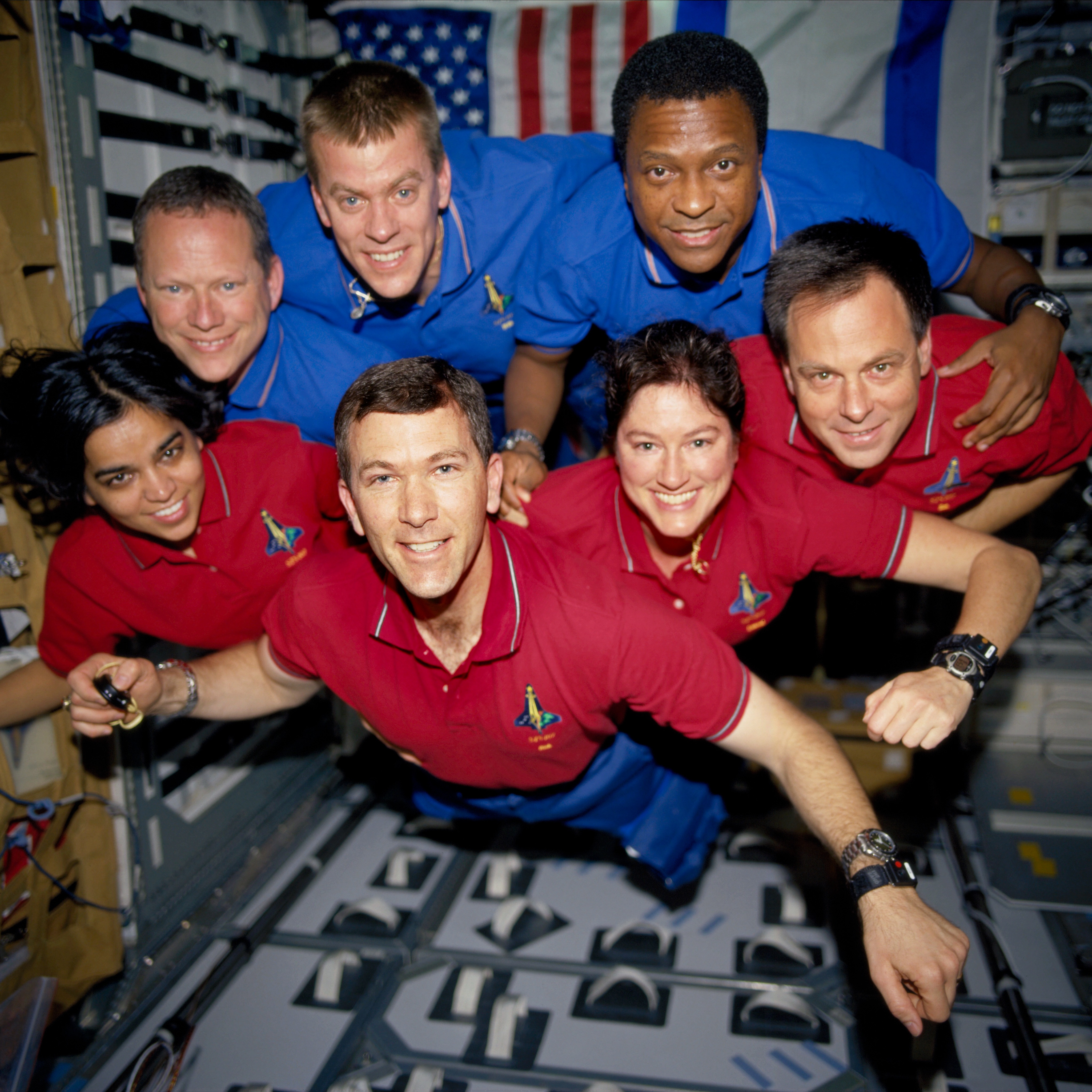
A tripulação durante a missão

A STS-107 foi uma missão múltipla sobre microgravidade e pesquisas científicas da Terra com diversas investigações científicas internacionais sendo realizadas durante 16 dias em órbita.
Uma das experiências, um vídeo feito para estudar a poeira atmosférica, pode ter descoberto um novo fenômeno atmosférico, chamado TIGRE, uma emissão ionosférica em vermelho.
A bordo da Columbia, levado pelo coronel Ilan Ramon, estava um desenho de Petr Ginz, editor-chefe da revista Vedem, que retratava como seria a Terra vista da Lua na sua imaginação, quando ele tinha 14 anos de idade e era um prisioneiro do campo de concentração nazista de Theresienstadt, durante a Segunda Guerra Mundial.
Várias semanas após o acidente foi encontrado um recipiente contendo algumas minhocas levadas ao espaço para a realização de experiências biológicas em órbita. As mesmas estavam ainda vivas quando encontradas.
Em 2022 o astronauta brasileiro Marcos César Pontes revelou que havia sido pré-escalado para a tripulação da STS-107, mas que acabou sendo substituído por Ilan Ramon.

## Galeria
- Vídeo do lançamento.

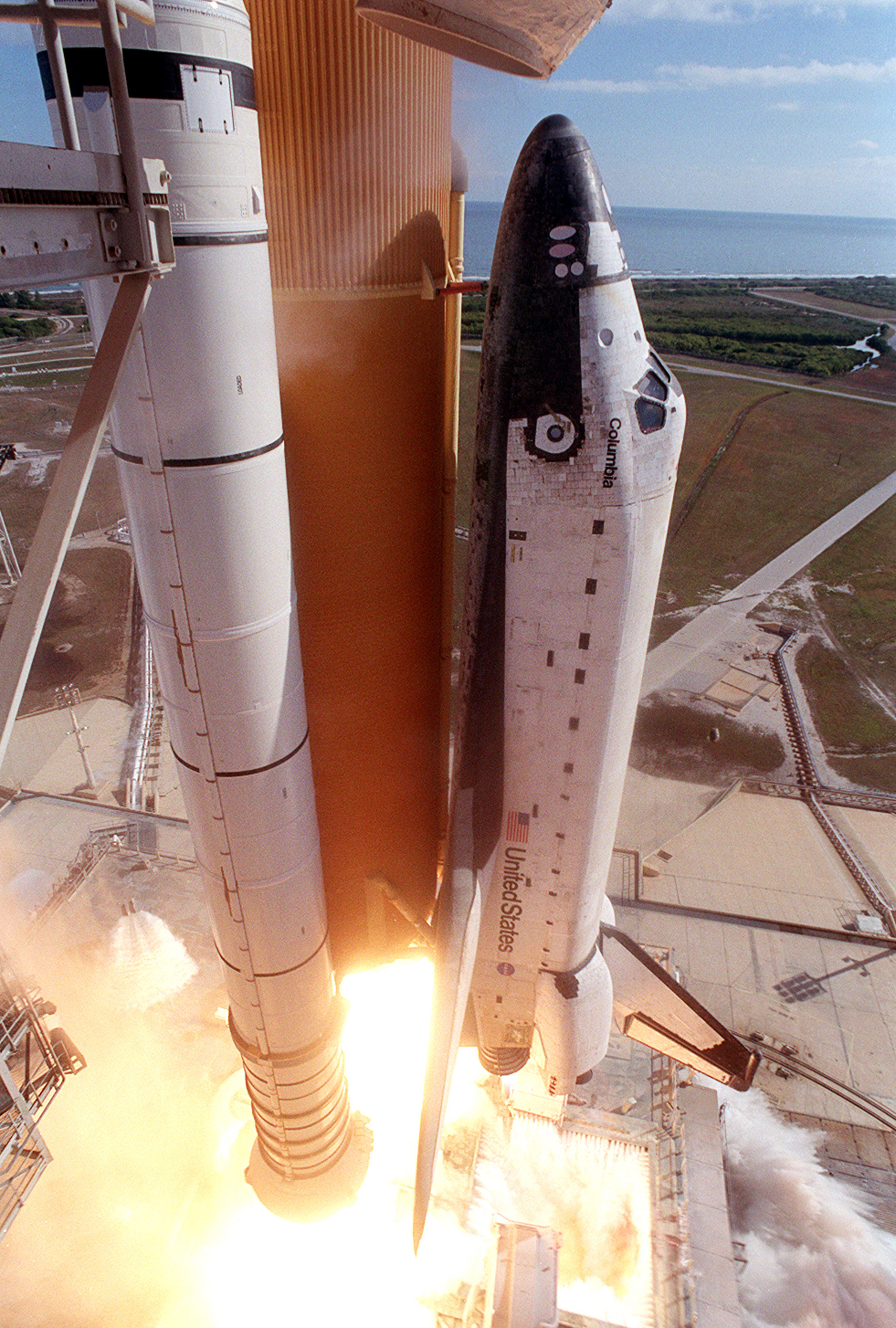
Lançamento da missão STS-107 na plataforma 39A, no Kennedy Space Center.
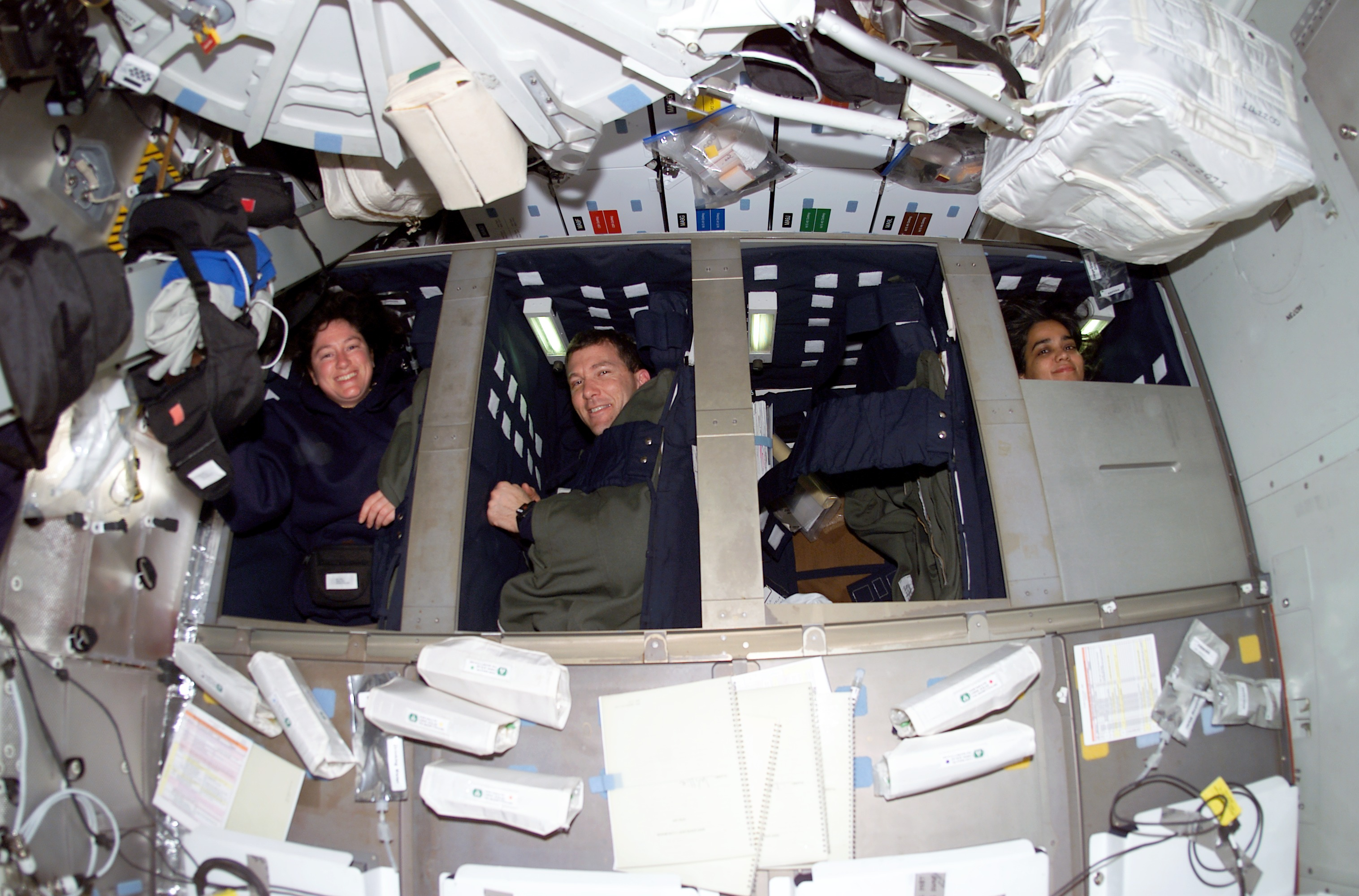
Astronautas da missão STS-107 se preparando para dormir, na cabine do ônibus espacial.
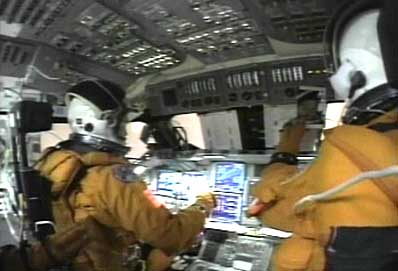
Astronautas da missão STS-107 na cabine do ônibus espacial.
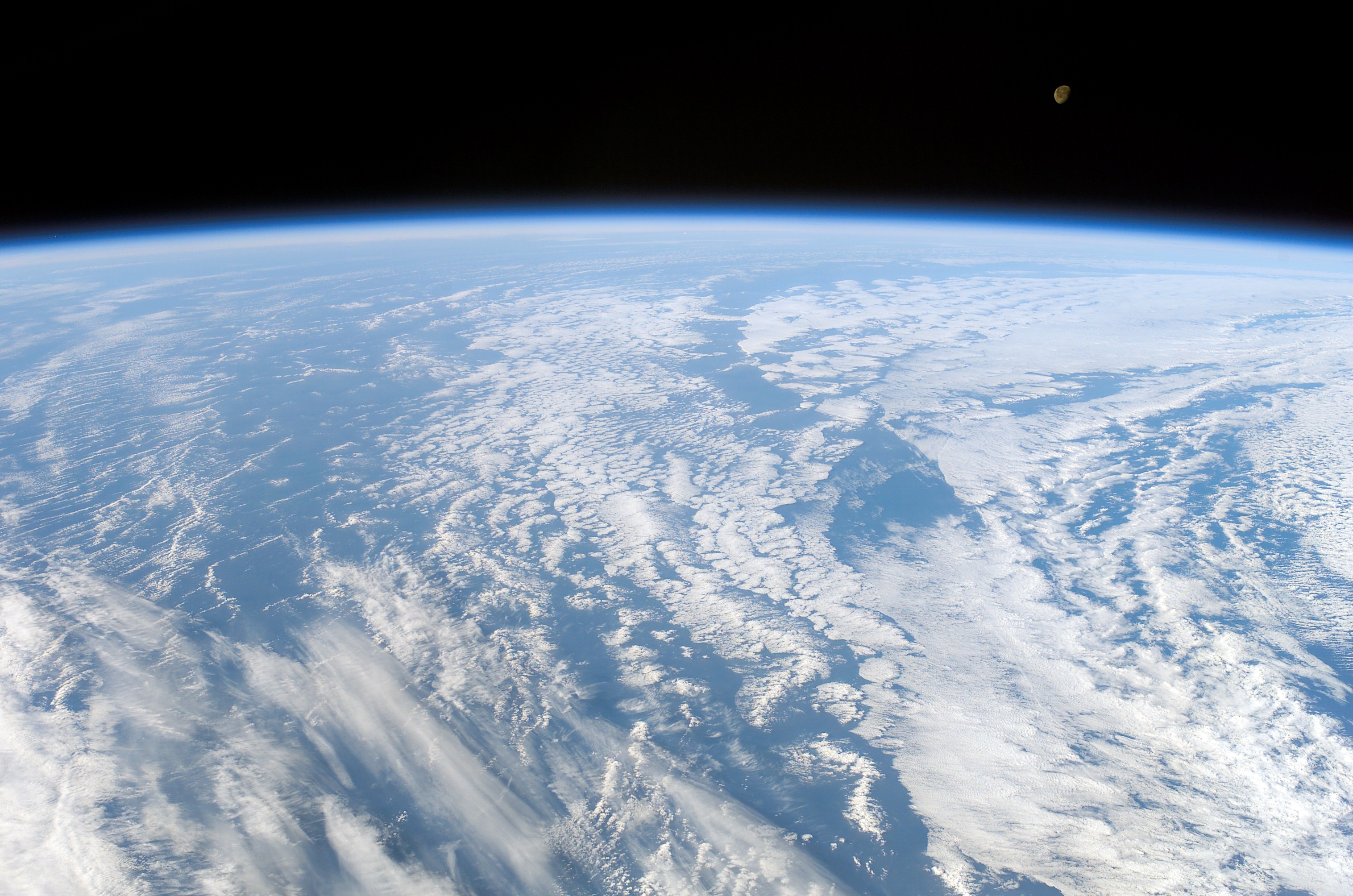
Imagem mostrando a atmosfera terrestre e a Lua.
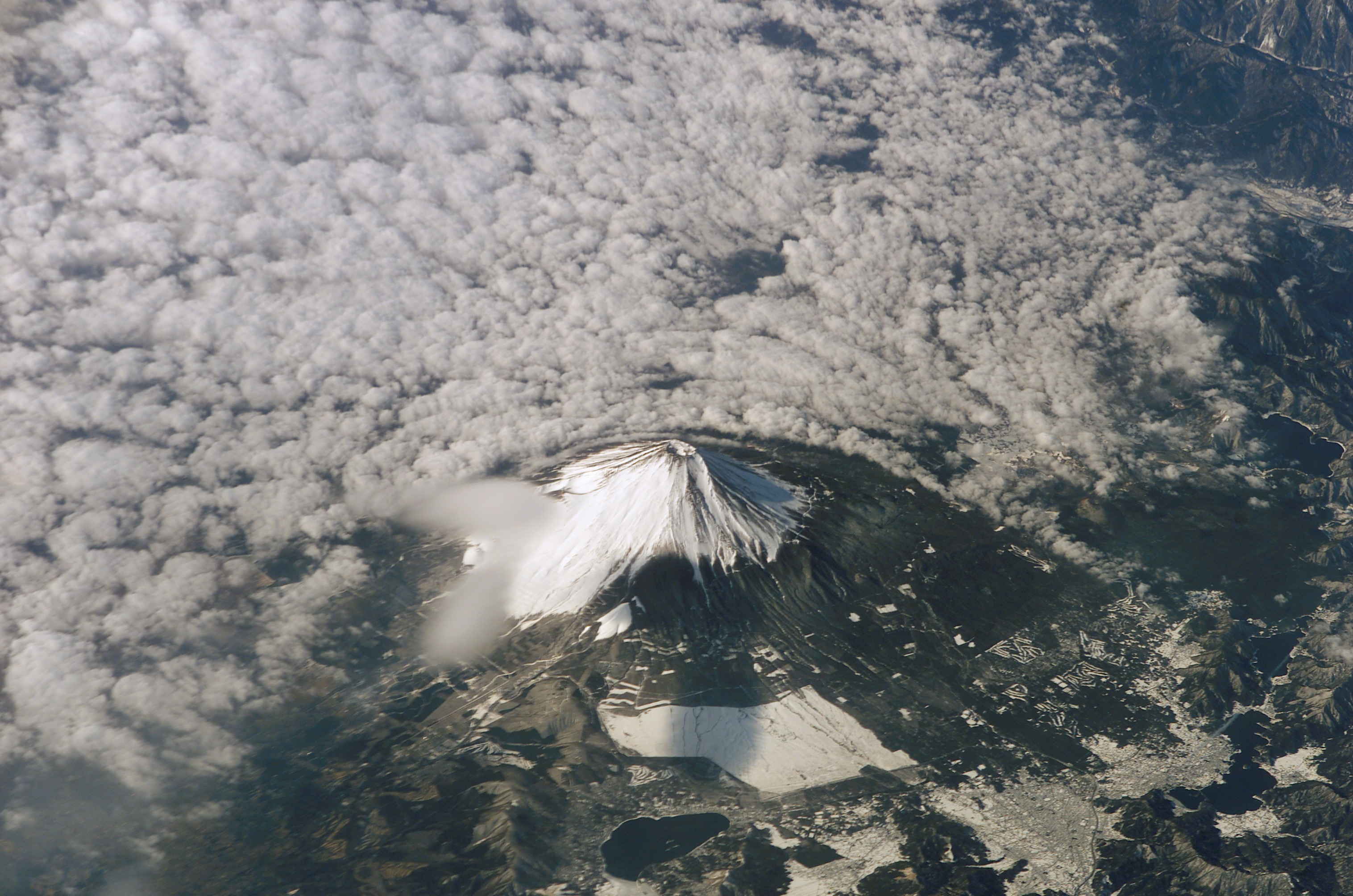
Fotografia tirada a partir do Columbia mostra o Monte Fuji, no Japão, e áreas adjacentes.